# Шпигуни-союзники
«Шпигуни-союзники» (англ. Allied) — американський військовий фільм-трилер, знятий Робертом Земекісом. Прем'єра стрічки в Україні відбулась 1 грудня 2016 року. Фільм розповідає про канадського агента контррозвідки часів Другої світової війни, якому повідомляють, що його дружина є нацистським шпигуном.

## Сюжет
У 1941 році під час Другої світової війни, командир ескадрильї Макс Ватан, пілот Королівських ВПС Канади з обов’язками розвідки, їде до Касабланки в Марокко вбити німецького посла. Він співпрацює з бійцем Французького руху опору Маріанною Босежур, яка втекла з Франції після того, як її групу опору було скомпрометовано та знищено.
Вони видають себе за подружню пару і зближуються, незважаючи на те, що погоджуються, що в їхній сфері роботи почуття можуть вбивати. Маріанна, якій довіряють німці, забезпечує Максу запрошення на вечірку, де вони планують вчинити вбивство. Цього дня вони займаються сексом у машині посеред піщаної бурі в пустелі, знаючи, що можуть не вижити. Однак місія проходить успішно і вони втікають. Макс просить Маріанну поїхати з ним до Лондона та стати його дружиною. Вони одружуються, осідають у Хампстеді і народжують дівчинку Анну, яка народжується під час бомбардування.
Через рік, у 1944 році, Макс дізнається від керівника спеціальних операцій, що Маріанну підозрюють як німецьку шпигунку, яка прийняла свою особу після того, як справжню Маріанну вбили у Франції, а німецький посол, якого вони вбили, був у опозиції до Гітлера, і його вбивством вони зіграли на руку нацистам. Щоб перевірити свої підозри, SOE проводить операцію «блакитна фарба»: Максу наказують прийняти телефонний виклик і записати дезинформацію вдома, де Маріанна зможе його знайти. Якщо цю інформацію буде виявлено в перехоплених німецьких передачах, Макс повинен особисто стратити дружину, а якщо виявиться, що він був співучасником, його повісять за державну зраду. Йому наказано діяти нормально, ніби нічого не сталося.
Зухвалий Макс відвідує Гая Сенгстера, колишнього колегу, який знав Маріанну; однак Сенгстер, осліплий на війні, не може підтвердити її особу. Він розповідає, що боєць опору Поль Деламар, який працював з Маріанною у Франції, все ще живий у Дьєпі і міг би впізнати її. Макс знаходить молодого пілота Адама Хантера, дає йому фотографію з «секретною» запискою — запитанням, чи жінка на фотографії — Маріанна Босежур — і наказує йому отримати від Деламара відповідь «так» чи «ні».
Макс і Маріанна влаштовують домашню вечірку. Його командир, Френк Геслоп, приходить і розповідає йому, що в Сенгстера погіршився стан, а Хантера було вбито, поки він чекав на відповідь від Деламара, і докоряє йому за непокору. Макс цікавиться, чи те, що йому сказали про Маріанну, є перевіркою його лояльності в рамках підвищення до Секції V.
Наступного вечора Макс займає місце пілота Westland Lysander і летить до Франції, щоб зустрітися з Деламаром, якого утримують у місцевій поліцейській дільниці. Макс і місцевий опір вриваються до міської в'язниці, але Деламар п'яний і не може чітко заперечити чи підтвердити особу Маріанни за світлиною. Затримка дає можливість французькому поліцейському сповістити німців, яких Максу та опору вдалося перемогти. Перед тим, як піти, Деламар розповідає Максу, що Маріанна була талановитою піаністкою, яка колись грала «Марсельєзу» всупереч німцям-окупантам на ранніх етапах війни.
Повернувшись до Англії, Макс відводить Маріанну в місцевий паб і вимагає, щоб вона зіграла на піаніно. Вона не може це зробити і визнає, що вона шпигунка, і переслала повідомлення, яке Макс залишив на видноті вдома. Вона каже, що її почуття до Макса щирі, і що вона була змушена повернутися до шпигунства, тому що німецькі агенти погрожували Анні.
Макс, не бажаючи її вбивати, пропонує їй утекти з країни. Він убиває німецьких шпигунів, що вступали у контакт з Маріанною, няню та ювеліра. Вони їдуть на місцеву авіабазу, але Макс не може запустити літак до прибуття Геслопа та військової поліції. Він намагається відстояти свою справу перед поліцією, але Маріанна каже йому, що кохає його, просить піклуватися про Анну, а потім застрелюється. Геслоп наказує присутнім солдатам повідомити, що Макс стратив Маріанну згідно з його наказом, щоб Макс не був покараний. Після війни Макс переїжджає на ранчо в Альберті, щоб виховувати Анну.

## У ролях
| Актор           | Роль                                                     |
| --------------- | -------------------------------------------------------- |
| Бред Пітт       | Макс Ватан                                               |
| Маріон Котіяр   | Маріанна Босежур                                         |
| Джаред Гарріс   | Френк Геслоп                                             |
| Ліззі Каплан    | Бріджет Ватан                                            |
| Саймон Макберні | офіцер Управління спеціальних операцій (Велика Британія) |
| Метью Гуд       | Гай Сенгстер                                             |
| Антон Лессер    | Еммануель Ломберд                                        |
| Аугуст Діль     | Гобер                                                    |
| Камілль Коттен  | Монік                                                    |
| Реффі Кессіді   | Анна Ватан                                               |

## Виробництво
Зйомки фільму почались у лютому 2016 року в Лондоні.

## Сприйняття

### Критика
Фільм отримав змішані відгуки від кінокритиків. На вебсайті Rotten Tomatoes стрічка має рейтинг 60% за підсумком 156 рецензій, а її середній бал становить 6,3/10. На Metacritic фільм отримав 60 балів зі 100 на підставі 44 рецензій, що вважається «змішаним сприйняттям».

### Касові збори
За перші п'ять днів американського прокату в 3160 кінотеатрах фільм заробив 13 мільйонів доларів, зайнявши четверте місце серед усіх прем'єр. За другий вік-енд він заробив 7 мільйонів, залишившись на четвертому місці.

### Нагороди й номінації
| Список нагород і номінацій | Список нагород і номінацій | Список нагород і номінацій | Список нагород і номінацій | Список нагород і номінацій | Список нагород і номінацій |
| Кінопремія                 | Дата церемонії             | Категорія                  | Номінант(и)                | Результат                  | Дж                         |
| -------------------------- | -------------------------- | -------------------------- | -------------------------- | -------------------------- | -------------------------- |
| Премія БАФТА               | 12 лютого 2017             | Найкращий дизайн костюмів  | Джоанна Джонстон           | Номінація                  | [ 5 ]                      |